# Bahnradsport-Weltmeisterschaften 1962
Die Bahnradsport-Weltmeisterschaften 1962 fanden vom 24. bis 28. August 1962 auf der Vigorelli-Radrennbahn in  Mailand statt.
Das Wettkampfprogramm wurde mit der Mannschaftsverfolgung um eine weitere Disziplin auf neun erweitert. Erster Weltmeister wurde der deutsche Bahnvierer, der von Karl Ziegler trainiert wurde. Bei der Siegerehrung sollten die vier deutschen Sportler zunächst keine Regenbogentrikots erhalten, weil dies für Mannschaften nicht vorgesehen sei, dann aber wurden doch welche herbeigeschafft: „So etwas erlaubt man sich nur mit den Deutschen“, schrieb der Radsport.
Die Weltmeisterschaften fanden ohne Sportler aus der „Zone“ statt: Aus Protest gegen den Bau der Berliner Mauer im Jahr zuvor hatte ihnen die italienische Regierung die Visa verweigert. Aus demselben Grund war ostdeutschen Sportlern schon die Teilnahme an den Alpinen Skiweltmeisterschaften 1962 in Chamonix sowie an der Eishockey-WM in Colorado Springs verwehrt worden.
Obwohl zum fünften Mal auch Frauen an einer Bahn-WM teilnahmen, gab es im Radsport kaum Berichterstattung über deren Rennen. Stattdessen schrieb der Berichterstatter Gerd Rensmann: „Weniger Gelächter als erwartet gab es bei den Frauenwettbewerben, die natürlich in einem so patriarchalischen Land wie Italien nur wenig Anklang finden.“ Der Journalist räumte aber ein: „Davon ab. Schnell waren diese Mädchen.“

## Resultate

### Frauen
| Disziplin                | Platz | Land                   | Athlet             |
| ------------------------ | ----- | ---------------------- | ------------------ |
| Sprint                   | 1     | Sowjetunion            | Walentina Sawina   |
|                          | 2     | Sowjetunion            | Irina Kiritschenko |
|                          | 3     | Vereinigtes Königreich | Jeanne Dunn        |
| Einerverfolgung (3000 m) | 1     | Vereinigtes Königreich | Beryl Burton       |
|                          | 2     | Belgien                | Yvonne Reynders    |
|                          | 3     | Sowjetunion            | Lidiya Tichomirova |

### Männer (Profis)
| Disziplin                | Platz | Land        | Athlet                                   |
| ------------------------ | ----- | ----------- | ---------------------------------------- |
| Sprint                   | 1     | Italien     | Antonio Maspes                           |
|                          | 2     | Italien     | Sante Gaiardoni                          |
|                          | 3     | Schweiz     | Oscar Plattner                           |
| Einerverfolgung (5000 m) | 1     | Niederlande | Henk Nijdam                              |
|                          | 2     | Italien     | Leandro Faggin                           |
|                          | 3     | Niederlande | Peter Post                               |
| Steherrennen (100 km)    | 1     | Spanien     | Guillermo Timoner/Felicien Van Ingelghem |
|                          | 2     | Belgien     | Paul Depaepe/Albertus de Graaf           |
|                          | 3     | Schweiz     | Leo Wickihalder/Georges Wambst           |

### Männer (Amateure)
| Disziplin                      | Platz | Land           | Athlet                                                            |
| ------------------------------ | ----- | -------------- | ----------------------------------------------------------------- |
| Sprint                         | 1     | Italien        | Sergio Bianchetto                                                 |
|                                | 2     | Italien        | Giuseppe Beghetto                                                 |
|                                | 3     | Frankreich     | Pierre Trentin                                                    |
| Einerverfolgung (4000 m)       | 1     | Dänemark       | Kaj E. Jensen                                                     |
|                                | 2     | Belgien        | Herman Van Loo                                                    |
|                                | 3     | Niederlande    | Jacob Oudkerk                                                     |
| Mannschaftsverfolgung (4000 m) | 1     | BR Deutschland | Ehrenfried Rudolph/Klaus May/ Bernd Rohr/Lothar Claesges          |
|                                | 2     | Dänemark       | Bent Hansen/Preben Isaksson/ Kaj E. Jensen/Kurt vid Stein         |
|                                | 3     | Sowjetunion    | Arnold Belgardt/Leonid Kolumbet/ Stanislaw Moskwin/Wiktor Romanow |
| Steherrennen (1 Stunde)        | 1     | Belgien        | Romain De Loof/August Meuleman                                    |
|                                | 2     | Schweiz        | Heinz Läuppi/Georges Grolimund                                    |
|                                | 3     | Frankreich     | Robert Giscos/Felicien Van Ingelghem                              |